# FC West Armenia
FC West Armenia – ormiański klub piłkarski z Erywania założony w 2019 roku występujący w Barcragujn chumb.

## Miejsca w tabeli w poszczególnych sezonach
- 2019/2020 - 3.miejsce w Araczin chumb